# Antoine Coypel, peintre
Antoine Coypel, peintre, ou Portrait du peintre Antoine Coypel, est un buste d'Antoine Coysevox sculpté vers 1712. Il représente le peintre français Antoine Coypel, décédé une dizaine d'années après la création de l'œuvre.
Il appartient à l'État français et est exposé au musée du Louvre.

## Historique
Le buste, probablement commandité par Antoine Coypel vers 1712, fait suite au mariage d'Anne Coypel, sa sœur, et de l'architecte Robert de Cotte. Pour ce dernier, il sculpta un buste exposé à la Bibliothèque Sainte-Geneviève.
Il est hérité par l'époux de l'autre sœur de Coypel, Françoise. Le buste est transmis après cet héritage par filiation en passant dans les mains de François Dumont, l'héritier, Edme Dumont, son fils, Jacques-Edme Dumont, son petit-fils, et Augustin Dumont, son arrière petit-fils.
Augustin Dumont, le dernier à hériter du buste par filiation, avait épousé en premières noces Madame Paul-René-Léon Ginain. À la suite de son décès, Jules Maurice Audéoud est devenu légataire du buste mais c'est finalement la veuve d'Augustin, Madame Paul-René-Léon, qui devient la dernière personne physique à s'approprier le buste. Il est finalement acquis en 1910 par l'État français le 23 juin 1910 par l'achat sur les arrérages du legs de Jules Maurice, faisant de la veuve d'Augustin Dumont une donatrice.
Le Musée du Louvre n'est donc pas le propriétaire du buste mais son affectataire, étant exposé dans le Département des Sculptures du Moyen Âge, de la Renaissance et des temps modernes.

## Description

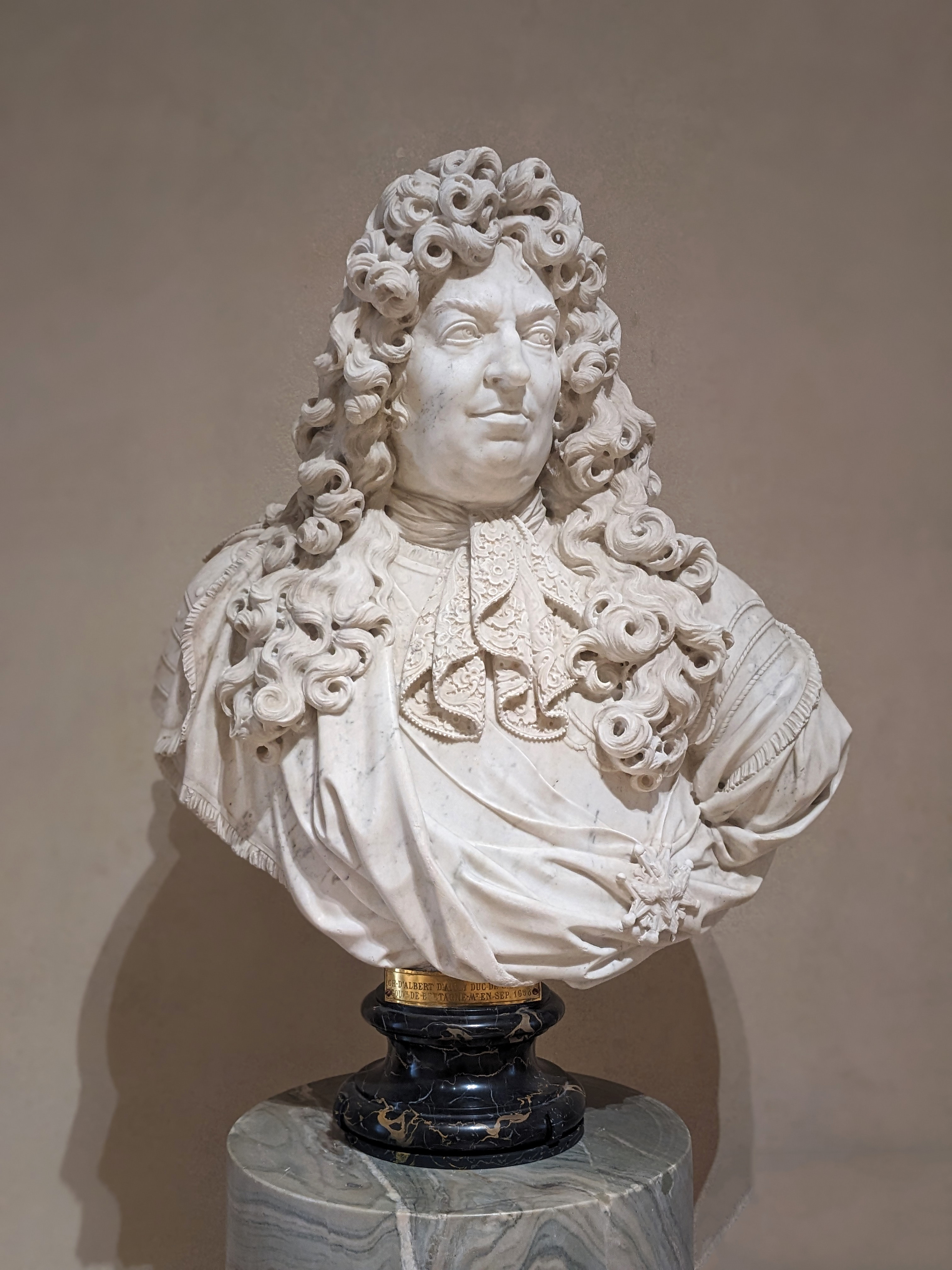
Charles d'Albert d'Ailly, duc de Chaulnes, l'un des bustes réalistes de Coysevox.

D'une hauteur de 54 cm pour 36 de large et 28 de profondeur, il pèse 56 kg. Il est fait de marbre. Il fait suite à une série de bustes représentants des artistes peintres dans un style réaliste, alors très précurseur pour son époque (le début du XVIIIe siècle).
Le buste d'Antoine Coypel le représente coiffé d'une grande perruque bouclée typique du XVIIIe siècle. Sa tête est tournée vers la droite.